# 男の美学 (曲)
『男の美学』（おとこのびがく）は、2003年8月6日に発売された高橋克典の19枚目のシングル。

## 解説
「TSUKIKAGE」から半年ぶりのシングル。
クレイジーケンバンドの横山剣が作詞。
『特命係長 只野仁』挿入歌。2009年現在、第4シリーズまで放送されているが、挿入歌は本楽曲が継続で使用されている。
表題曲の「男の美学」は2003年8月15日放送のテレビ朝日系『ミュージックステーション』で披露された。
サウンドトラック『特命係長 只野仁 ~音の美学~』に収録。

## 収録曲
1. 男の美学
  - 作詞：横山剣　作曲：小久保淳平　編曲：辻剛
  - テレビ朝日系ドラマ『特命係長 只野仁』挿入歌
2. 皆既日食
  - 作詞・作曲：佐藤泰司
3. 男の美学 (カラオケ)
4. 皆既日食 (カラオケ・カウント有り)